# Cozma (Mureș)
Cozma (Hongaars: Kozmatelke) is een comună in het district Mureș, Transsylvanië, Roemenië. Het is opgebouwd uit vijf dorpen, namelijk:

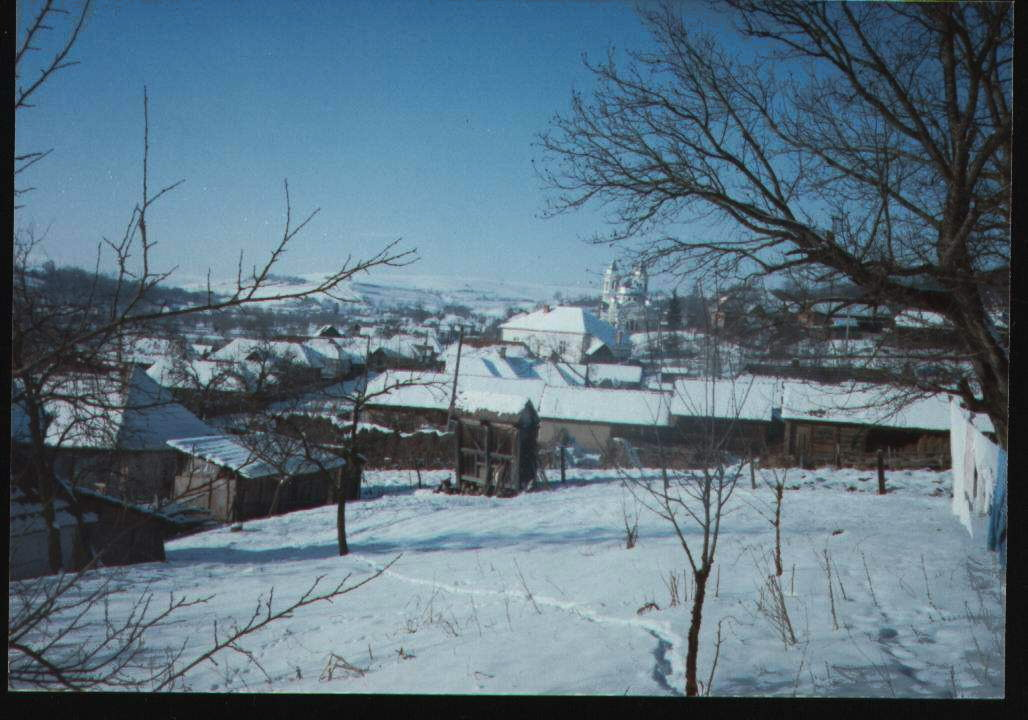
Winters zicht op Cozma

- Cozma (Hongaars: Kozmatelke)
- Fânaţele Socolului
- Socolu de Câmpie
- Valea Sasului
- Valea Ungurului